# Иуна
И́уна (ест. Õuna küla) — село в Естонії, у волості Йиґева повіту Йиґевамаа.

## Населення
Чисельність населення на 31 грудня 2011 року становила 130 осіб.

## Географія
Село розташоване в північно-західному передмісті Йиґева. Край села проходить автошлях 39 (Тарту — Йиґева — Аравете). Дістатися села можна також автошляхом 37 (Йиґева — Пилтсамаа).